# Пружна лінія

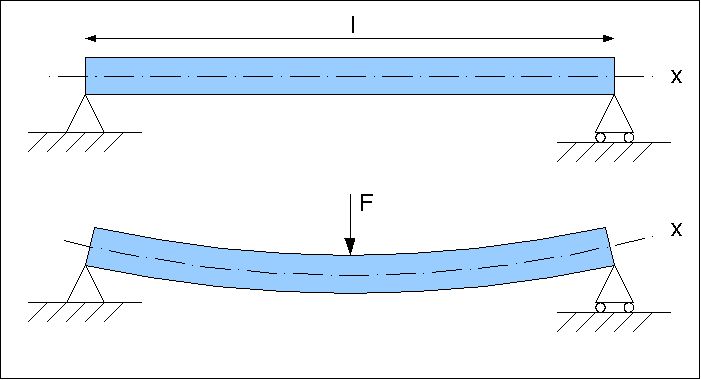
Пружна лінія (зігнута вісь) балки на двох опорах

Пру́жна лі́нія (англ. elastic curve (line)) або ж зі́гнута вісь (англ. deflection curve) — у будівельній механіці умовна назва кривої лінії, що її форми набуває вісь балки (бруса) при згині у межах пружної деформації матеріалу балки.
Ступінь викривлення такої осі залежить від величини згинального моменту М і механічної жорсткості балки:
{\displaystyle {\frac {1}{\rho }}={\frac {M}{EI}}},
де ρ — радіус кривини зігнутої осі балки; Е — модуль Юнга матеріалу; І — осьовий момент інерції перерізу балки.
Слід зазначити, що довжина зігнутої осі, що належить нейтральному шару, при викривленні бруса не змінюється, отже при цьому відбувається зміщення її точок у напрямі x. Для випадку малих деформацій кривина наближено виражається другою похідною від прогину {\displaystyle w(x)}, а тому між координатами зігнутої осі та згинальним моментом існує диференціальна залежність:
{\displaystyle {\frac {d^{2}w(x)}{dx^{2}}}={\frac {M}{EI}},}
що називається диференціальним рівнянням осі зігнутого бруса, яке розв'язують як аналітичними, так і графоаналітичними способами. Рішення цього рівняння називається рівнянням пружної лінії балки (бруса).
Знаючи рівняння пружної лінії, можна для будь-якого перерізу балки визначити величину прогину, кут повороту, згинальний момент і поперечну силу. До таких розрахунків вдаються при дослідженні систем будівельної механіки.